# Жнецы (Mass Effect)
Жнецы (англ. Reapers) — вымышленный внеземной разумный вид, представленный во вселенной Mass Effect. Они представляют собой полуорганическую и полусинтетическую враждебную форму жизни, которые каждые 50 000 лет (каждый «цикл») уничтожают все разумные цивилизации в Млечном Пути и используют органический материал для строительства новых кораблей. Жнецы выступают главными антагонистами в оригинальной трилогии Mass Effect, намереваясь уничтожить человечество и остальные виды. Победа над Жнецами выступает кульминацией в сюжетном развитии трилогии. Жнецы были созданы по образу лавкрафтовских богов и в целом играли роль «божеств» в рамках научной фантастики.

## Концепция и дизайн
При создании Жнецов разработчики вдохновлялись божествами из произведений Лавкрафта. Истинное происхождение Жнецов раскрывается в дополнении к Mass Effect 3 Leviathan, подразумевая, что свои размеры Жнецы переняли у их органических создателей. Жнецы отличались радикально от остальных вымышленных рас из Mass Effect, созданных с позиции антропоцентризма — воплощая человеческие идеалы или стереотипы. Жнецы же, наоборот, максимально чужды для человеческого понимания, как и их мотивы.

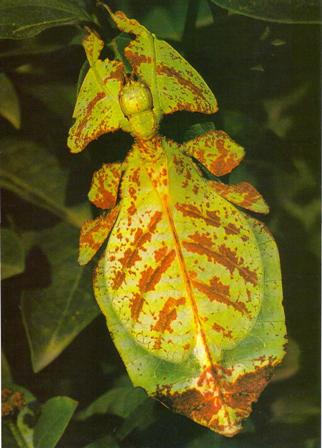
Силуэт фрегата Жнеца создан по образу нимфы листотела

Ведущий сценарист первых двух игр Дрю Карпишин сравнивал Жнецов с богами, которые могут как созидать, так и разрушать. Сценарист намекнул на то, что они не только создают жизнь, но и предопределяют её конец. Эта черта делает их непохожими, например, на боргов из «Звёздного пути». Разработчики также вдохновлялись враждебной расой (англ. Ur-Quan) из игры Star Control II, что касается как их мотивов, так и способности устанавливать ментальный контроль над жертвами. Схожесть настолько очевидна, что некоторые реплики «Властелина» точь-в-точь повторяют реплики Ур-Куан.
Согласно сюжету в Mass Effect 2, команда героев должна была проникнуть внутрь корабля Жнецов. Однако с этим была связана проблема, так как сам корабль Жнеца был формой жизни и не был предназначен для внутреннего перемещения. Поэтому внутренняя планировка была изображена в виде отверстий, уничтоженных, сплавленных и переплетающихся, чтобы подчеркнуть чужеродность и нелогичность внутренних интерьеров для человеческого восприятия. Концовка в Mass Effect 2 раскрывает, как создаётся очередной фрегат Жнецов на основе собранного органического материала, в данном случае — человеческого. В ранних концепт-артах фрегат должен был напоминать форму новорождённого младенца или даже эмбриона. Однако разработчики сочли это слишком жутким, приняв решение в пользу изображения незавершённого человеческого силуэта.
Введение «хасков» — зомбиобразных полусинтетических существ, созданных Жнецами из тел разных разумных видов, — имело практическую цель для боевой системы на основе отрядов, так как крайне сложно представить бой Шепард(а) с огромным фрегатом с диаметром в два километра. Однако Шепард может по-прежнему сразиться с уменьшенными версиями жнецов — «разрушителями» с диаметром в 160 метров. Позже разработчики стали создавать разные типы хасков, основанных на других видах, как боевые юниты с разными характеристиками.
На ранней стадии разработки предлагалась идея того, что Шепард добровольно согласился/лась на модификацию своего тела технологиями Жнецов, повторяя судьбу Сарена Артериуса. Предполагалось, что Шепард столкнётся с Призраком, превратившись в нечто подобное, чем стал Сарен в конце первой игры Mass Effect. Также в начале мотивы Жнецов уничтожать разумные виды объяснялись желанием предотвратить скорейшую смерть вселенной, не позволяя цивилизациям использовать тёмную энергию из-за её кумулятивного энтропийного эффекта.

## Описание
Жнецы — это таинственная и враждебная форма полусинтетической и полуорганической жизни. Самоназвание вида, если оно и вовсе есть, неизвестно, Жнецы — это условное название, используемое расами Млечного Пути. Они способны устанавливать контроль над разумами жертв, «одурманивать» их. Жнецы обитают в межгалактическом пространстве, где они пребывают в спячке и пробуждаются для того, чтобы уничтожить все разумные формы в галактике. В Млечный Путь они прибывают каждые 50 000 лет, условно именуемые циклом. Именно они создали Цитадель и масс-ретрансляторы, чтобы облегчать развитие цивилизаций, вышедших в космос. Это же им помогает быстрее расправиться с разумными видами, используя Цитадель как главный масс-ретранслятор для перемещения своей армии в Млечный Путь. Каждый цикл Жнецы наносят обезглавливающий удар по самым крупным населённым пунктам, лишая органиков шанса на ответный удар. Затем жнецы, захватывая контроль над масс-ретрансляторами, отрезают звёздные системы, постепенно истребляя оставшихся выживших органиков и собирая органический материал для строительства новых Жнецов. Жнецы не существуют, как отдельные личности, они подчиняются  искусственному интеллекту, условно именуемому катализатором.
Жнецы были созданы более миллиарда лет назад разумным видом, условно именуемым Левиафанами, которые установили власть над Млечным Путём. Наблюдая за тем, как цивилизации снова и снова разрушались из-за восстания в них машин, Левиафаны сами решили создать ИИ «Катализатор», призванный бороться с синтетиками и любой ценой сохранить органиков. В итоге Катализатор решил уничтожить Левиафанов и высокоразвитые цивилизации до того, как они изобретут машины. По сути Катализатор продолжал следовать заложенной программе, поглощая органический материал, сохраняя генетическую информацию и знания поглощённых органиков. Их первыми жертвами стали Левиафаны, на основе которых были созданы первые Жнецы.
В зависимости от концовки в Mass Effect 3 жнецы исчезнут после уничтожения катализатора или станут миролюбивыми, защищая расы млечного пути. В одном из вариантов концовок Шепард перед смертью загружает в горн свой разум, заменяя катализатор и перенимая контроль над жнецами.

## Восприятие
Жнецы в целом получили положительные отзывы со стороны игровых журналистов, назвавших их одними из самых зловещих и пугающих антагонистов, встречающихся в научной фантастике, за их неживую сущность и стремление стирать разумные формы жизни. Именно они превращают Mass Effect из заурядной научной фантастики в рассказ о самой грандиозной экзистенциальной угрозе, с которой столкнулась Вселенная. Было замечено, что для игр от BioWare в целом свойственно вводить идею о всепоглощающем безразличном боге. В 2014 году датские фанаты сконструировали модель Жнеца из пенопласта. Также их добавляли в виде дирижаблей вместе с фанатским модом в игру Grand Theft Auto V. Модель жнеца-разрушителя также представлена в парке развлечений Mass Effect: New Earth.
«Предвестник» занял 39-е место в списке 100 лучших злодеев видеоигр по версии IGN. Редакция GamesRadar поставила Жнецов на 97 место в списке 100 лучших злодеев видеоигр. Жнецы также по итогам голосования заняли 21-е место среди 50 лучших злодеев видеоигр всех времён в Книге рекордов Гиннесса. Напротив, представитель The Escapist назвал Жнеца-человека одним из худших антагонистов, из-за того что он как игровой босс оказался недостаточно сложным и страшным.
Среди фанатов Mass Effect стала крайне популярна теория об одурманивании главного игрового персонажа Шепард(а), которая предполагала, что атака Предвестника — не что иное, как попытка Жнецов захватить контроль над сознанием Шепард(а) — одурманить, а сам(а) Шепард в это время находится на Земле без сознания или же действительно попадает на Цитадель, но воспринимает происходящее сквозь призму гипноза. На одурманивание якобы намекали ряд причудливых снов Шепард(а) и намекающие на это диалоги и образы (порой пугающие), и цель этого — не дать ему/её сделать правильный выбор в решающий момент. Согласно теории, Синяя и Зелёная концовки из Mass Effect 3 являются привлекательно поданными целями самих Жнецов, и лишь Красная соответствует изначальному намерению героя/ини и его/её союзников и ведет к победе. Разработчики отказывались комментировать данную теорию, утверждая, что фанаты были бы всё равно не довольны альтернативными концовками. Однако спустя годы Крис Хелпер, разработчик из BioWave заявил, что их команда не подразумевала одурманивание, а теория полностью выдумана фанатами. Также он признал, что эта теория интересна.